# 冒煙點
冒煙點，也稱為發煙點、煙點，是指加熱的油開始產生煙的最低溫度。在此溫度之下，一些揮發物質如水、游離脂肪酸、氧化降解之短鏈產物會從油品逸散出來，產生可識別的青煙。當溫度更高而達到閃點時，油品蒸氣與空氣混和之氣體則可發生燃燒起火現象。
冒煙點對烹飪的影響主要是：油在這溫度成份出現變化，開始變質冒煙裂解，尤其會產生各種有害健康的物質、致癌物。因此，烹飪的時候依據預期加熱溫度（尤其炒、煎、炸的溫度高於許多油類的冒煙點），選用適當的油類，便是烹飪者的重要任務。葵花油冒煙點較低（攝氏160度），宜用於不需高熱的菜餚（不建議油炸）；橄欖油則視不同等級及種類，冒煙點從攝式180~230度都有。但不同食用油的冒烟点并不是比较不同油种在加热稳定性的好指标。

## 影響冒煙點因素
每種油種的冒煙點都不同。搾取方法﹑不同等級﹑混合比例等等，得出的油成份不同，冒煙點也不同。

### 加工法
- 物理式冷壓初搾法和加熱蒸煮搾法會得出的油成份不同，冒煙點也不同
- 第一次搾（初搾）與加熱再搾﹑三搾，冒煙點自然也不同
- 榨出的粗製油是否有再經過後端製程處理

### 原料
- 動物或植物原料種類
- 即使同一種原料（例如橄欖）做成的油，不同等級的原料（例如特級、次級橄欖），榨出的油品質不同
- 不同產地原材料
- 搾油後擷取裝瓶的不同部位（例如上層、底層油）﹑隔渣與不隔渣
- 油品組成，如80%黃豆油+20%橄欖油或初榨油+二榨油
- 油品內有其他成分存在，如膠質、蠟質
- 暫時未有關於有機產品的冒煙點資料。（各國法例有異，部份容許達某百分比「有機」便可加「有機」字樣）

## 食用油冒煙點參考表
| 油品名稱                                                               | 冒煙點°F（華氏） | 冒煙點°C（攝氏） |
| ---------------------------------------------------------------------- | ---------------- | ---------------- |
| 亞麻子油（等級：未經精煉亚麻種子）                                     | 225°F            | 107°C            |
| 橄欖油 低酸度冷壓初搾：（Low Acid Extra Virgin Olive Oil）             | 405°F            | 207°C            |
| 橄欖油 冷壓初搾：（Extra Virgin Olive Oil）                            | 375°F            | 191°C            |
| 橄欖油（等級：Olive Oil）                                              | 391°F            | 230°C            |
| 橄欖油 初搾（Virgin Olive Oil）                                        | 391°F            | 199°C            |
| 橄欖油 清淡/特淡（特淡Extra light）                                    | 468°F            | 242°C            |
| 橄欖渣油（橄欖渣油/商品通常只簡稱橄欖油Olive Pomace Oil / Pomace Oil） | 460°F            | 238°C            |
| 椰子油（冷壓初搾）（Coconut Oil）                                      | 449.6°F          | 177°C            |
| 椰子油（精煉）（Refined Coconut Oil）                                  | 350°F            | 232°C            |
| 花生油（未經精煉）（Peanut Oil）                                       | 320°F            | 160°C            |
| 花生油（精煉）（Refined Peanut Oil）                                   | 450°F            | 232°C            |
| 大豆油（未經精煉）（Soybean Oil）                                      | 320°F            | 160°C            |
| 大豆油（半精煉）                                                       | 350°F            | 177°C            |
| 大豆油（精煉）（Refined Soybean Oil）                                  | 460°F            | 238°C            |
| 棕櫚油（Palm oil）                                                     | 455°F            | 230°C（大約）    |
| 芝麻油（未經精煉麻油）（Sesame Oil）                                   | 350              | 177°C            |
| 芝麻油（半精煉麻油）                                                   | 450°F            | 232°C            |
| 液態牛油/液態奶油（Clarified Butter）                                  | 392°F            | 200°C（大約）    |
| 玉米胚芽油（Corn Oil）                                                 | 392°F            | 200°C（大約）    |
| 芥花籽油又稱菜籽油（Canola Oil）                                       | 375-450°F        | 190-232°C        |
| 芥花籽油（高油酸）                                                     | 475°F            | 246°C            |
| 芥花籽油（精煉）                                                       | 400°F            | 204°C            |
| 核桃油（未經精煉）                                                     | 320°F            | 160°C            |
| 核桃油（半精煉）                                                       | 400°F            | 204°C            |
| 酪梨油又稱牛油果油（初搾）（Avocado Oil）                              | 375-400°F        | 190-204°C        |
| 酪梨油又稱牛油果油（精煉）                                             | 520°F            | 271°C            |
| 榛果油（Hazelnut Oil）                                                 | 430°F            | 221°C            |
| 杏仁油（Almond Oil）                                                   | 420°F            | 216°C            |
| 葵花籽油（不加精煉 不同等級）（Sunflower Oil）                         | 225-320°F        | 95-160°C         |
| 葵花籽油（高油酸 不加精煉）                                            | 320°F            | 160°C            |
| 葵花籽油（高油酸 蒸餾法）                                              | 455°F            | 235°C            |
| 葵花籽油（精煉）                                                       | 440°F            | 227°C            |
| 葵花籽油（半精煉）                                                     | 450°F            | 232°C            |
| 牛油（來自牛奶）                                                       | 250–300°F        | 121–149°C        |
| 豬油（來自豬身體脂肪）                                                 | 370°F            | 188°C            |
| 奶油（常溫固態）                                                       | 347°F            | 175°C（大約）    |
| 植物奶油（人造牛油/人造奶油）                                          | 347°F            | 175°C（大約）    |
| 小麥胚芽油                                                             | 275°F            | 135°C（大約）    |
| 紅花籽油（未經精煉）                                                   | 225°F            | 107°C            |
| 紅花籽油（半精煉）                                                     | 320°F            | 160°C            |
| 玄米油又稱米糠油（未經精煉）                                           | 419°F            | 215℃             |
| 玄米油又稱米糠油（精煉）                                               | 489°F            | 254℃             |
| 紅花籽油（精煉）                                                       | 510°F            | 266°C            |
| 茶籽油又稱茶籽油（未經精煉）                                           | 428°F            | 220°C            |
| 苦茶油（未經精煉）                                                     | 437°F            | 225°C            |
| 苦茶油（半精煉）                                                       | 485°F            | 252°C            |

## 外部連結
- 食用炒菜油的「冒煙點」 （页面存档备份，存于）